# Min Skattkammare
Min Skattkammare är en bokserie bestående av samlade sagor, visor, ramsor och krumelurer. Den har utkommit i flera olika upplagor, och även i de kraftigt bearbetade nyutgåvorna Min nya Skattkammare samt en ny Min Skattkammare (med samma namn men nytt innehåll). Samtliga skattkammarböcker ges ut av Natur & Kultur.
Den ursprungliga serien som först började komma ut 1947 består av tio delar, av vilka de första fem är avsedda för barn mellan tre och åtta år och de fem senare för barn mellan nio och fjorton år. Redaktionen bestod av Annie Löfstedt, Barbro Svinhufvud, Harriet Alfons, Maja Petré-Nyberg samt Roland Hentzel som illustrationsredaktör. Framsidesillustrationer till de första sex böckerna utfördes av Gösta Geerd.

## Den ursprungligaMin Skattkammare
- Min Skattkammare, Del I. Rida, rida ranka (1947) (Illustrerad av Kaj Beckman, Annie Bergman, Margareta Bergner, Else M Brag, Wilhelm Busch, Nils von Dardel, Kerstin Frykstrand, Åke Lewerth, Lasse Lindqvist, Birgitta Nordenskjöld, Ingrid Vang Nyman m.fl.)
- Min Skattkammare, Del II. Berätta Mamma (1947) (Illustrerad av Signe Aspelin, Kaj Beckman, Jaap Beckman, Margareta Bergner, Else M Brag, Kerstin Frykstrand, Gösta Geerd, Ragnar Josephson, Åke Lewerth, Lasse Lindqvist, Don Nelson, Einar Nerman, Stina Stenberg-Börsum m.fl.)
- Min Skattkammare, Del III. Det var en gång (Illustrerad av Kaj Beckman, Margareta Bergner, Kerstin Frykstrand, John Gee, Åke Lewerth, Lasse Lindqvist.)
- Min Skattkammare, Del IV. Världen är så stor (1948) (Illustrerad av Kaj Beckman, Else M Brag, J L Brisley, H Castelli, Albert Edelfelt, Mollie Faustman, Einar Forseth, H Forsslund, Kerstin Frykstrand, Marc Hentzel, Erik Lundegård, E H Shepard, L F Perkins m.fl.)
- Min Skattkammare, Del V. Noaks ark (1949) (Illustrerad av Signe Aspelin, Mary Baker, Kaj Beckman, Else M Brag, Karel Čapek, Donn P Crane, A T Elwes, Einar Forseth, Kerstin Frykstrand, Rudyard Kipling, Hendrik van Loon, A A Milne, Birgitta Nordenskjöld, Bo Notini, Jenny Nyström, Arthur Rackham, Gladys M Rees, Barbro Reyde, Janet Laura Scott, Keith Ward, Erik Werenskiold, Mariel Wilhoite m.fl.)
- Min Skattkammare, Del VI. Östan om sol - västan om måne (1949) (Illustrerad av J.A.G. Acke, Ottilia Adelborg, Kaj Beckman, C E Brock, Gustave Doré, Albert Engström, Lorenz Frölich, K Kuznetsov, Åke Lewerth, Lasse Lindqvist, Andolie S Luck, Louis Moe, Jenny Nyström, Erna Owesen, Vilhelm Pedersen, Ragnhildur Olafsdottir, Nils Nilsson Skum, Ulla Sundin-Wickman, Bernhard Venables m.fl.)
- Min Skattkammare, Del VII. Skog, hav och himmel (1949) (Illustrerad av Jan Afzelius, Lisa Bauer, Kaj Beckman, Bengt Brattström, Lisbeth Brattström, Gunnar Brusewitz, Karel Čapek, Kerstin Frykstrand, Walther Gube, Marc Hentzel, Gaylord Johnson, Birgitta Nordenskjöld, Erna Owesen, Holger Wiedersheim-Paul m.fl.)
- Min Skattkammare, Del VIII. Uppfinningar och upptäcktsfärder (1949) (Illustrerad av Bengt Brattström, Yvon Denize, Halfdan Egedius, Walther Gube, Marc Hentzel, Lars Jorde, Bo Notini, Erna Owesen, Ulla Sundin-Wickamn, Erik Werenskiöld m.fl.)
- Min Skattkammare, Del IX. Genom tiderna (1949)
- Min Skattkammare, Del X. När de var barn (1949)
- Min Skattkammare: Visboken (1958)
- Min Skattkammare, Del XI. Med i farten (1960)
- Min Skattkammare, Del XII. Med i farten (1961)

## Min nya Skattkammare
Denna serie utkom för första gången 1978 under redaktion av Anita Englund, Susanna Hellsing, Birgitta Själander och Olle Svenson, och därefter i en reviderad upplaga 1989 under redaktion av Gallie Eng, Gunilla Olofsson och Gunnar Palmgren. Min nya Skattkammare utkom i fem delar, nämligen: 
- Ettan (1978)
- Tvåan (1978)
- Trean (1978)
- Fyran (1979)
- Femman (1979)

Därtill kom de s.k. temadelarna: 
- Visboken (1980)
- Lekboken (1981)
- Ordriket (1982)
- Poesiboken (1983)
- Bildriket (1984)
- Serieboken (1986)
- Babels torn (1987)
- Djurriket (1990)
- Läseboken (1991)

Även om Min nya Skattkammare hade sina rötter i den ursprungliga Min Skattkammare var det i stort ett helt nytt verk med nya texter och många nya illustrationer. Det är dock förståeligt att man kände behov av att omarbeta den ursprungliga Min Skattkammare, då vissa av texterna hade blivit föråldrade både i språk och i synsätt på familjeroller, etnicitet och främmande länder (innehållande ord som till exempel "Niggerland")

## En nyMin skattkammare
1997 var det dags igen för en ny Min Skattkammare-serie - alltså under samma namn som den första serien men med nytt innehåll, nu under huvudsaklig redaktion av Marianne von Baumgarten Lindberg och Ingela Rinaldo Davidson.
- Min Skattkammare 1: Rida rida ranka (1997) (Red. Marianne von Baumgarten Lindberg, Ingela Davidson, Gunilla Halkjær Olofsson)
- Min Skattkammare 2: Det var en gång (1998)
- Min Skattkammare 3: Vi äro musikanter (1999) (innehållande enbart visor med tillhörande noter och under redaktion av Marianne von Baumgarten Lindberg, Ingela Rinaldo Davidson, Maria Svedberg samt Nina Östlund.)
- Min Skattkammare 4: I myternas värld (2000) (Red. Sonja Hulth)
- Min Skattkammare 5: De fyra årstiderna (2002)
- Min Skattkammare 6: Läs och lek (2006)

2007 firade Min skattkammare 60 år med bland annat en utställning på "Rum för barn" i Kulturhuset i Stockholm. Jubileet firades även med en specialutgåva av Min Skattkammare 3: Vi äro musikanter, med tillhörande cd-skiva. På skivan återfinns ett urval av visorna från boken, tolkade av bland andra Stefan Sundström, Lars Winnerbäck, Lena Nyman, Freddie Wadling, Rolf Lassgård och Thomas di Leva.